# Homo ergaster
Espèce
Homo ergaster, ou « l'homme artisan », du latin ergaster (du grec ancien ἔργον, érgon, « travail »), est une espèce éteinte du genre Homo, apparue en Afrique il y a environ 1,9 million d'années. La plupart des fossiles aujourd'hui attribués à ce taxon étaient anciennement attribués à Homo erectus.

## Historique

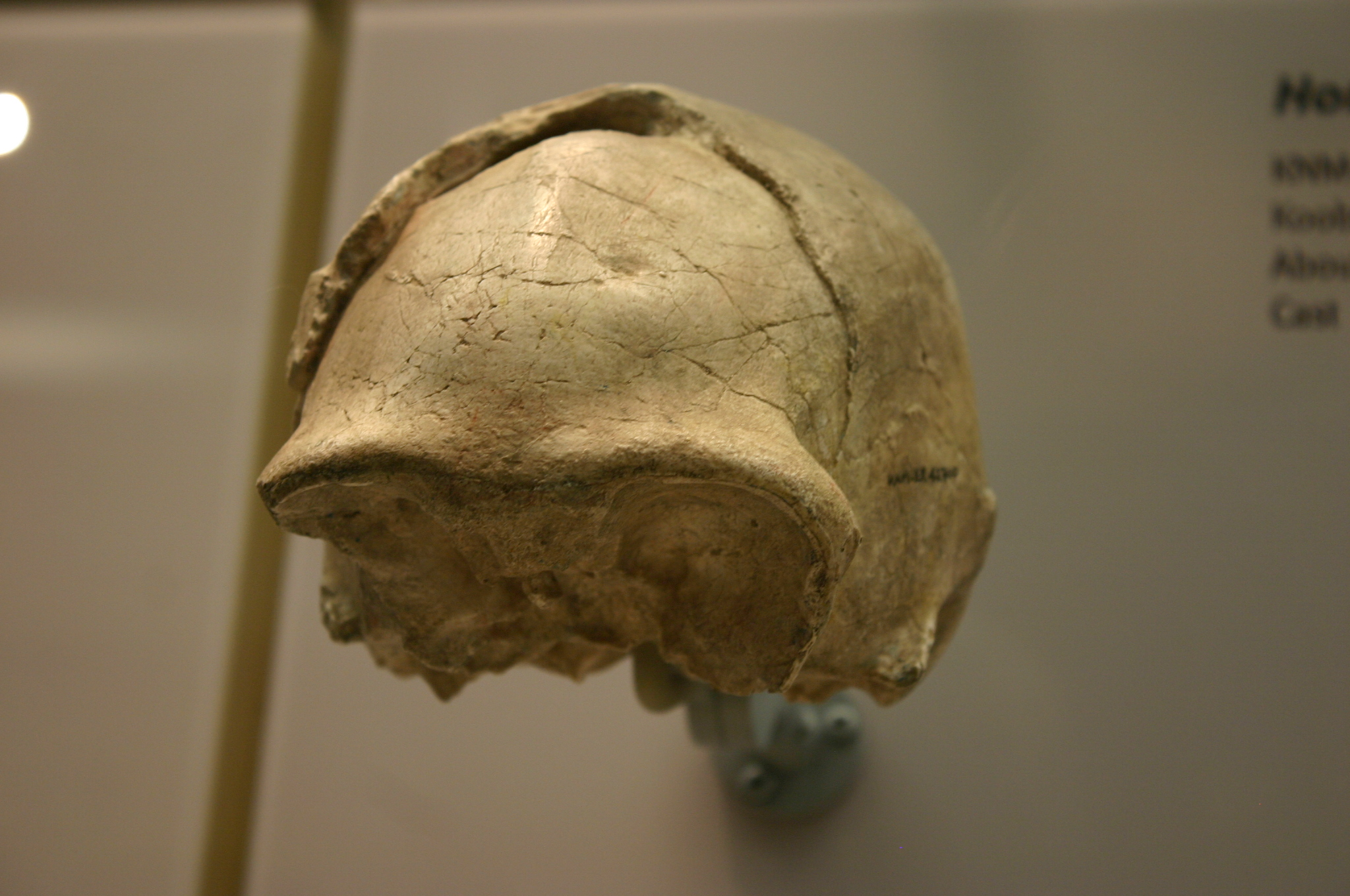
KNM-ER 42700

En 1975, les paléoanthropologues Colin Groves et Vratislav Mazák ont été les premiers à identifier et à nommer l'espèce Homo ergaster, à partir d'une mandibule (KNM-ER 992) découverte en 1971 au Kenya par l'équipe de Richard Leakey. Par la suite, plusieurs découvertes de fossiles vinrent enrichir l'hypodigme de cette espèce, en particulier le squelette presque complet du Garçon de Turkana, découvert en 1984 par l'équipe de Richard Leakey.
En 1991, Bernard Wood, à l'époque à l'université de Liverpool, a proposé d'étendre le nom d'Homo ergaster au groupe africain de fossiles d'Homo erectus, plus généraliste et plus primitif que le groupe indonésien et chinois. Dans cette optique, Homo erectus était désormais considéré comme exclusivement asiatique. Pour beaucoup de chercheurs, les fossiles humains africains de cette époque ont en effet des spécificités qui justifient leur classement au sein d'une espèce distincte. Ce point de vue a donc été assez largement adopté par la communauté des paléoanthropologues et les fossiles africains autrefois attribués à Homo erectus sont présentés aujourd'hui comme relevant d'Homo ergaster, une espèce assez proche des Homo erectus asiatiques, mais plus primitive.[réf. nécessaire]
Quelques auteurs continuent à refuter Homo ergaster en tant qu'espèce distincte, considérant le fossile comme une simple variété géographique d'Homo erectus. Ainsi, pour Fred Spoor, « quand j'ai vraiment examiné les plus petits détails […], j'ai été obligé de conclure qu'il n'y a pas de séparation claire entre les deux. [Le fossile KNM-ER 42700 du Kenya] présente en effet des caractères typiquement « asiatiques » : une carène sagittale sur l'os frontal et l'os pariétal ; des arrangements de la base crânienne […] qui sont reliés avec l'orientation du canal auditif identiques à ceux que Franz Weidenreich avait décrit dans les années 1940 pour l'homme de Pékin ».
David Lordkipanidze conteste également la définition d'H. ergaster comme espèce indépendante : il écrit que le squelette kenyan du « garçon de Turkana », ou « Turkana boy », daté de 1,6 million d'années, et considéré par les partisans de l'existence d'H. ergaster comme leur meilleure preuve, est en fait « le squelette d'Homo erectus le mieux préservé ».

## Chronologie
Homo ergaster est attesté en Afrique entre environ 1,9 et 1 million d'années avant le présent. Au début de son existence, il cohabitait avec Homo rudolfensis, Homo habilis, et Paranthropus boisei en Afrique de l'Est, et avec Homo gautengensis et Paranthropus robustus en Afrique australe.
Des traces de pas retrouvées en 2021 près du lac Turkana et datées à 1,5 million d'années semblent confirmer une présence simultanée d'Homo ergaster et de Paranthropus boisei dans cette région. Selon les auteurs de l'étude décrivant ces traces, les deux espèces les ont laissés sur la boue en quelques jours, voire en quelques heures d’intervalle.

## Morphologie
Son volume endocrânien varie de 750 à 1 050 cm3, avec une tendance à l'augmentation au fil du temps. Cet accroissement du volume du cerveau semble avoir été favorisé par une consommation régulière de viande.
Les spécimens découverts avaient une taille estimée entre 1,55 m et 1,70 m, pour un poids de 50 à 65 kg. Le dimorphisme sexuel de cette espèce serait plus réduit que chez Homo habilis. Homo ergaster reste cependant très archaïque de faciès, avec un nez absent et une mâchoire très prognathe.
Ses membres inférieurs plus longs que ceux d’Homo habilis font d’Homo ergaster un bon marcheur. Les hanches des femelles restent par contre plus larges que celles de l’Homo sapiens femelle.

## Bipédie

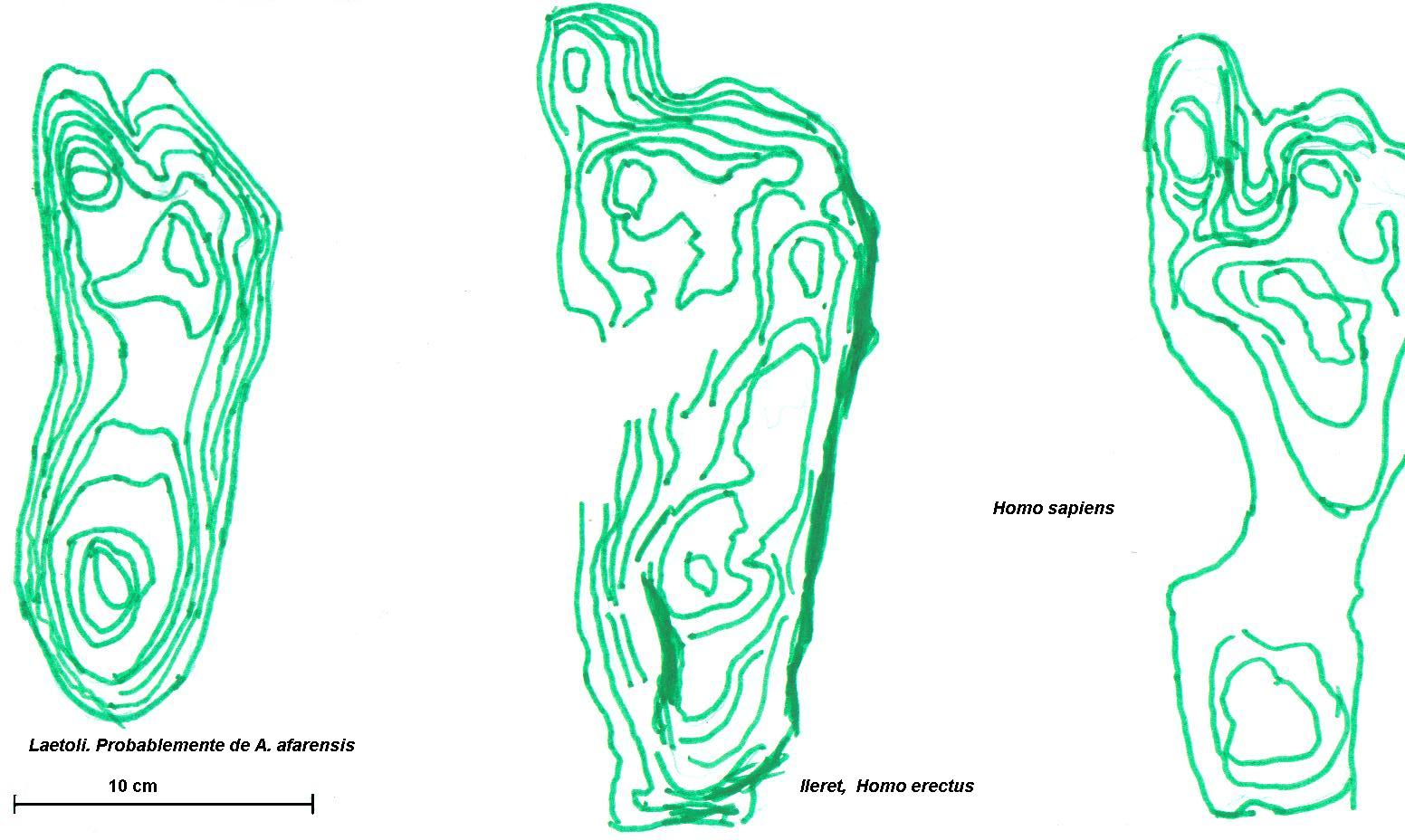
Comparaison d'empreintes de pas :
- à gauche : Australopithèque (3,7 Ma)
- au milieu : Homo ergaster (1,5 Ma)
- à droite : Homo sapiens

En 2007, des traces de pas fossilisées ont été découvertes non loin du village d'Ileret, près du lac Turkana, au Kenya, appartenant clairement à des individus bipèdes. Elles ont été datées de 1,52 million d'années, d'après l'âge des couches sédimentaires où elles ont été trouvées.
Alors que les traces de pas d'Australopithèques découvertes en 1976 par Mary Leakey à Laetoli, en Tanzanie, montraient des pieds et des orteils un peu plus longs proportionnellement que chez l'Homme moderne, et un hallux (gros orteil) faiblement écarté des autres orteils, ce qui indiquait une capacité arboricole résiduelle, les traces de pas d'Ileret montrent des pieds aux proportions modernes et un hallux complètement parallèle aux autres orteils. De plus, ces mêmes empreintes révèlent la présence d'une voute plantaire, comparable à celle d'Homo sapiens, alors qu'elle était absente sur les traces de pas de Laetoli. Ces différents caractères montrent que les auteurs des empreintes d'Ileret pratiquaient une bipédie avancée et exclusive, que l'on pense apparue pour la première fois chez Homo ergaster,.
En 2016 a été publiée la découverte, sur cinq sites différents situés autour d'Ileret (Kenya), de 97 empreintes supplémentaires laissées par au moins 20 individus appartenant probablement tous à l'espèce Homo ergaster. L'étude indique qu'au moins un de ces individus a laissé des traces indiscernables de celles qu'aurait laissé un Homme moderne. Ceci confirme que les pieds d'Homo ergaster avaient une anatomie et un fonctionnement très similaires à ceux d'Homo sapiens.

## Culture et techniques
Homo ergaster utilise des outils de pierre taillée plus élaborés que ses prédécesseurs. Il est considéré comme l'inventeur de l'industrie acheuléenne, apparue en Afrique de l'Est il y a 1,76 Ma et qui se diffuse rapidement sur le reste du continent africain. Les deux outils emblématiques de cette industrie sont le biface et le hachereau.
Son outillage lithique et son profil corporel permettent de supposer qu’il devient plus chasseur que charognard.
Bien avant la domestication du feu, Homo ergaster aurait consommé de la viande animale sans pouvoir la faire cuire. Or la viande crue est bien plus difficile à mâcher et à digérer que la viande cuite. Elle requiert un appareil masticatoire et un système digestif nettement plus développés que ceux des hommes modernes. Homo ergaster aurait préalablement découpé ou écrasé la viande à l'aide d'outils lithiques, ce qui aurait permis de gagner une partie des avantages de la cuisson. La mise en œuvre de cette forme de prémâchage aurait ouvert la voie à un changement évolutif vers la réduction de la taille des dents, des muscles masticateurs, et de la longueur des intestins. Le visage se serait ainsi modifié en s'affinant. Des dents plus petites auraient favorisé le développement de la parole,.
La taille du cerveau des nouveau-nés d’Homo ergaster (450 cm3) laisse supposer qu’ils étaient à peu près aussi démunis que les nouveau-nés d’Homo sapiens. Homo ergaster avait donc probablement à protéger sa progéniture pendant plusieurs années, ce qui devait nécessiter une structure familiale solide.

## Sortie d'Afrique
Homo ergaster n'est pas le premier membre du genre Homo à quitter l'Afrique, conquérant de nouveaux habitats. Comme pour ses prédécesseurs, il ne s’agissait bien sûr pas pour lui d’une stratégie, mais juste de suivre les sources de nourriture.
Les découvertes d’Homo georgicus, d'Homo floresiensis, et d'un nombre croissant de sites asiatiques d'au moins 2 Ma comme Riwat au Pakistan,, Longgudong (2 Ma), Shangchen (2,1 Ma), et Longgupo (2,48 Ma), en Chine, et Masol (2,7 Ma) en Inde du Nord, montrent des sorties d'Afrique par une ou des espèces humaines antérieures.

## Phylogénie
Homo ergaster serait l’ancêtre d'Homo erectus en Asie. Il est probable qu’il soit aussi l’ancêtre d'Homo antecessor en Europe.
Le taxon étant considéré par certains chercheurs comme pertinent jusqu'à l'orée du Pléistocène moyen, Homo ergaster pourrait être l'ancêtre commun d'Homo rhodesiensis et d'Homo heidelbergensis.

## Principaux fossiles

### KNM-ER 992

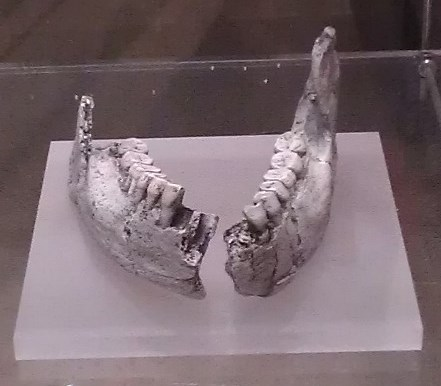
Réplique de la mandibule KNM-ER 992

La mandibule fossile KNM-ER 992 datée de 1,5 million d'années a été découverte en 1971 par une équipe dirigée par Richard Leakey à Koobi Fora (Ileret), près du lac Turkana au Kenya. Elle a été considérée comme l'holotype d'Homo ergaster par Groves et Mazák en 1975,.

### KNM-ER 3733
KNM-ER 3733 est un crâne découvert en 1975 à Koobi Fora par Bernard Ngeneo, membre de l'équipe de Richard Leakey. Ce crâne presque complet a une capacité d'environ 850 cm3. Son âge est estimé à 1,7 Ma, faisant de lui l'un des plus anciens fossiles significatifs connus d'Homo ergaster.

### Garçon du Turkana
Le fossile le plus complet découvert à ce jour est celui d'un jeune spécimen, inventorié sous le numéro KNM-WT 15000, exhumé en 1984 à Nariokotome, à l'ouest du lac Turkana (Kenya) et surnommé « Garçon du Turkana ». Il a été découvert par Kamoya Kimeu, membre de l'équipe de Richard Leakey, et Alan Walker,.

### Homme de Buya
Les restes de l'Homme de Buya, les crânes de deux humains et leurs grands os longs, ont été découverts dans le désert de Danakil en Érythrée en 1995.
Selon les chercheurs, cet Homo ergaster vivait dans une forêt près d'un grand fleuve, avec une faune très diversifiée (21 espèces de vertébrés, 16 de mammifères). Pour l'Homme de Buya, l'évolution la plus évidente est celle des jambes très peu arquées et des pieds à doigts parallèles adaptés à la marche et à la course. La mâchoire est massive. Les pariétaux sont presque parallèles. La conservation du crâne a permis une reconstitution numérique qui indique un volume crânien de 1 000 cm3, plus des deux tiers de celui d'Homo sapiens, une forte irrigation sanguine, une asymétrie semblable à celle du cerveau moderne.
De nombreuses traces laissées par ses outils de pierre ont été observées sur des os d'antilopes, d'hippopotames et de quelques crocodiles, mais pas d'autres prédateurs comme les lions ou les hyènes. Les hommes de Buya allaient quelquefois chercher loin les pierres qu'ils sélectionnaient soigneusement pour leurs outils ; les tailler suppose une certaine habileté, de la mémoire, et des capacités de conception en trois dimensions, ce qui évoque une pratique de la transmission et de l'apprentissage. L'Homme de Buya est daté d'un million d'années,,.